# Gongshi
Las rocas de los eruditos o Gongshi	(en chino, 供石; pinyin, gōngshí), también conocidas como rocas esculturales, son rocas moldeadas natural o artificialmente muy apreciadas por los eruditos chinos desde la dinastía Song hasta nuestros días y que pueden encontrarse frecuentemente en los jardines chinos.

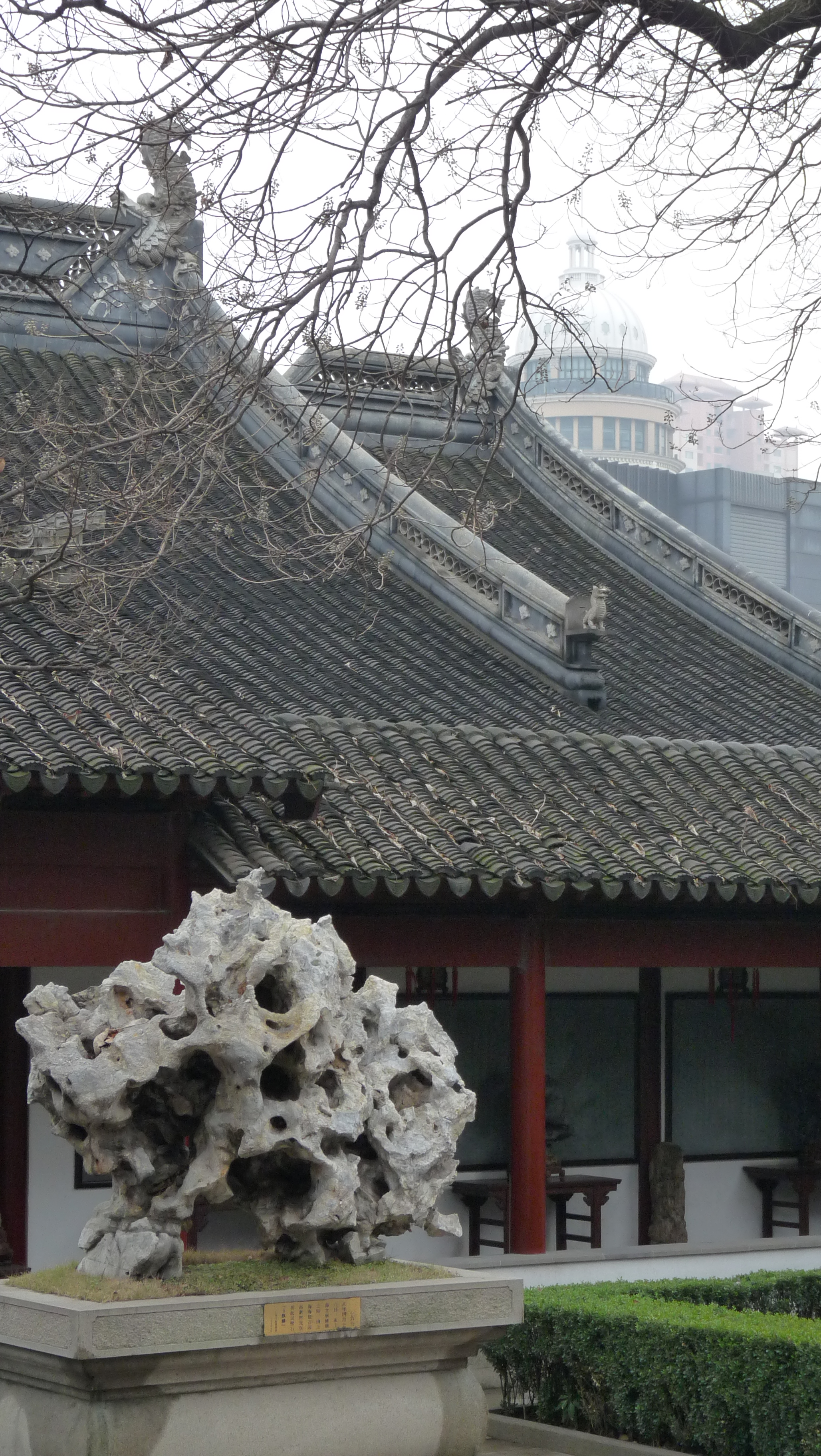
Gongshi en el templo Wenmiao, Shanghái

Las rocas más apreciadas son las lingbi que vienen de la región de Anhui. Los ejemplos más finos datan de las dinastías Ming y Song. También están muy bien valoradas las provenientes del lago Tai, y se usan comúnmente como piedras de jardín. Influyeron en el desarrollo de los suiseki Coreanos y japoneses y fueron una parte importante del arte confuciano.

## Valoración de las rocas

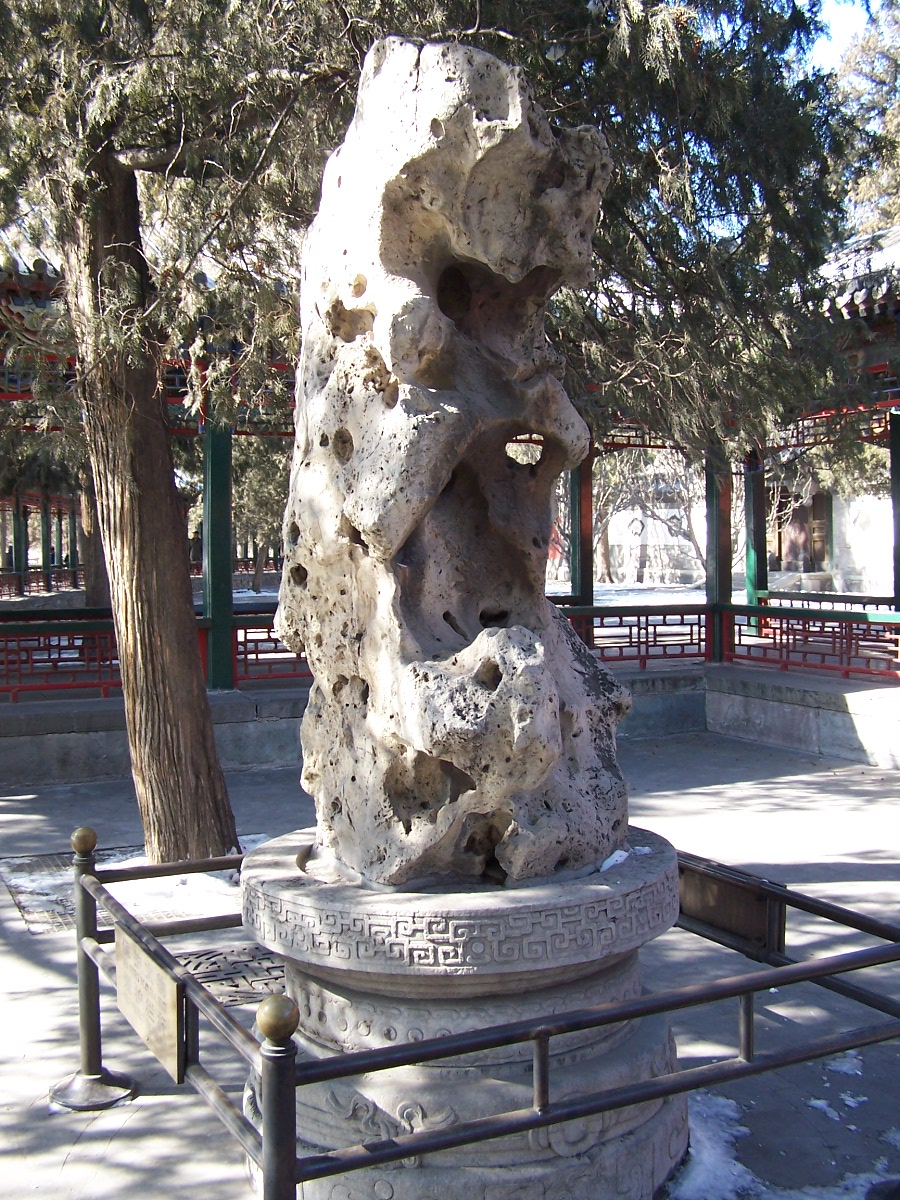
Roca del Palacio de Verano.

Las formaciones de roca naturales, sin tallados artificiales son las preferidas. Estas rocas pueden ser talladas y lanzadas después al lago para borrar cualquier marca de la acción humana. Las rocas de los eruditos pueden ser de cualquier color y no es extraño encontrar colores contrastados. A veces aparecen con pinturas de cualquier tema, ya sea natural o abstracto. El tamaño de la roca puede ser muy variado: las rocas pueden pesar o toneladas o apenas un kilo. Se busca la sutileza en los colores, formas y marcas, así como la belleza de su textura y forma. Los Gongshi son normalmente conmemorativas de alguien o algo o tienen una naturaleza espiritual que conmueven a los que los ven de alguna manera. Se suelen situar sobre alguna superficie estable, como pedestales de madera especialmente tallados para esa roca.
Durante la dinastía Tang emergieron cuatro cualidades estéticas para las rocas: finura, apertura, perforaciones y arrugas.